# Liber
Liber je římský bůh plodnosti a vegetace, jehož ženským protějškem se stejnou funkcí je Libera. Na počest obou těchto božstev se konala 17. března slavnost Liberalia, která měla zajistit plodnost polí, doložená již v nejstarším římském kalendáři. Jeho jméno znamená „volný, svobodný“ a nejčastěji byl označován jako Liber pater. Nejasná je jeho souvislost s hypostází Jupitera zvanou Iuppiter Liber.
Liber byl ztotožněn s řeckým Bakchem - Dionýsem a začal tak být ctěn také jako bůh vína, ač původně neměl k tomuto nápoji pravděpodobně žádný vztah. Libera byla ztotožněna s Persefonou. Splynutí proběhlo pravděpodobně v 6. století př. n. l. K této dvojici byla přiřazena Ceres, v řecké mytologii Démétér, matka Persefony, která v tomto kultu nabyla vůdčího postavení. O trojici Liber, Libera a Ceres se v akademických zdrojích mluví jako o takzvané aventinské či plebejské triádě, představující lidový protipól triády kapitolské. Liber se svým řeckým protějškem zcela splynul a přijal jeho funkci a mytologii, jména Liber, Dionysus a Bakchus tak byla používána zcela bez rozdílu. Liber vystupuje v příběhu o počátku ve starověku vysoce ceněného falernského vína.